# Tái sản xuất
Tái sản xuất là quá trình sản xuất được lặp đi lặp lại thường xuyên và phục hồi không ngừng. Căn cứ theo phạm vi có: Tái sản xuất cá biệt và tái sản xuất xã hội. Tái sản xuất cá biệt là tái sản xuất diễn ra trong từng doanh nghiệp, tái sản xuất xã hội là tổng thể tái sản xuất cá biệt trong mối quan hệ hữu cơ với nhau. Căn cứ theo quy mô có: Tái sản xuất giản đơn và tái sản xuất mở rộng. Tái sản xuất giản đơn là quá trình sản xuất được lặp lại với quy mô như cũ, tái sản xuất mở rộng là quá trình sản xuất được lặp lại với quy mô lớn hơn trước.